# 1. Klasse Pommern 1940/41
De 1. Klasse Pommern 1940/41 was het achtste voetbalkampioenschap van de Bezirksklasse Pommern, het tweede niveau onder de Gauliga Pommern. De competitie werd nu in acht districten onderverdeeld, die soms nog verdere onderverdelingen hadden. De winnaars namen deel aan de eindronde om promotie. 

## 1. Klasse

### Ernst-Moritz-Arndt-Bezirk/Greifenbezirk

#### Groep A
| Plaats | Club                             | Wed.                                     | W                                        | G                                        | V                                        | Saldo                                    | Ptn.                                     |
| ------ | -------------------------------- | ---------------------------------------- | ---------------------------------------- | ---------------------------------------- | ---------------------------------------- | ---------------------------------------- | ---------------------------------------- |
| 1.     | LSV Parow                        | 10                                       | 9                                        | 1                                        | 0                                        | 49:17                                    | 19:01                                    |
| 2.     | Reichsbahn SG Germania Stralsund | 10                                       | 5                                        | 1                                        | 4                                        | 30:25                                    | 11:09                                    |
| 3.     | Greifswalder TB 1860             | 10                                       | 4                                        | 2                                        | 4                                        | 29:26                                    | 10:10                                    |
| 4.     | Greifswalder SC                  | 10                                       | 3                                        | 1                                        | 6                                        | 28:28                                    | 07:13                                    |
| 5.     | Stralsunder Post-SG 1907         | 10                                       | 3                                        | 1                                        | 6                                        | 06:45                                    | 07:13                                    |
| 6.     | TSV 1860 Stralsund               | 10                                       | 2                                        | 2                                        | 6                                        | 15:16                                    | 06:14                                    |
| 7.     | SV Viktoria Demmin               | Teruggetrokken                           | Teruggetrokken                           | Teruggetrokken                           | Teruggetrokken                           | Teruggetrokken                           | Teruggetrokken                           |
| 8.     | LSV Pütnitz                      | Mocht uiteindelijk in de Gauliga starten | Mocht uiteindelijk in de Gauliga starten | Mocht uiteindelijk in de Gauliga starten | Mocht uiteindelijk in de Gauliga starten | Mocht uiteindelijk in de Gauliga starten | Mocht uiteindelijk in de Gauliga starten |

SV Viktoria Demmin werd geschrapt nadat ze drie keer niet aantraden, alle wedstrijden tot dan werden geschrapt. 
|  | Geplaatst voor finale |
|  | Degradatie            |

#### Groep B
Uit Groep B zijn enkel de deelnemers bekend
- LSV Richthofen Anklam
- LSV Garz/Swinemünde
- WKG der BSG Arado Anklam
- VfL-Reichspost Anklam
- SV Peenemünde
- Anklamer TB 1861
- SC Wolgast
- TV Torgelow (terugtrekking na dit seizoen)
- VfB Torgelow (terugtrekking na dit seizoen)

#### Finale
|               |                       |       |           |  |
| 27 april 1941 | LSV Richthofen Anklam | 3 - 4 | LSV Parow |  |
| 27 april 1941 |                       |       |           |  |

|            |           |       |                       |         |
| 4 mei 1941 | LSV Parow | 6 - 2 | LSV Richthofen Anklam | Saßnitz |
| 4 mei 1941 |           |       |                       | Saßnitz |

### Oderland
| Plaats | Club                         | Wed.           | W              | G              | V              | Saldo          | Ptn.           |
| ------ | ---------------------------- | -------------- | -------------- | -------------- | -------------- | -------------- | -------------- |
| 1.     | SC Viktoria Stargard         | 10             | 8              | 1              | 1              | 47:12          | 17:03          |
| 2.     | TSV Stettin 1894             | 10             | 6              | 1              | 3              | 27:18          | 13:07          |
| 3.     | Züllchower SC 1926           | 10             | 5              | 2              | 3              | 22:30          | 12:08          |
| 4.     | SC Hansa 1922 Stettin        | 10             | 5              | 0              | 5              | 16:28          | 10:10          |
| 5.     | Reichsbahn SG Stettin        | 10             | 3              | 0              | 7              | 20:32          | 06:14          |
| 6.     | VfB-Reichspost Stettin 08    | 10             | 1              | 0              | 9              | 13:35          | 02:18          |
| 7.     | HSV Keith-Gneisenau Stargard | Teruggetrokken | Teruggetrokken | Teruggetrokken | Teruggetrokken | Teruggetrokken | Teruggetrokken |

|  | Geplaatst voor promotie-eindronde |
|  | Degradatie/terugtrekking          |

### Ihnabezirk
De winnaar van deze competitie mocht niet aan de eindronde deelnemen, de competitie werd na dit seizoen ook afgevoerd. 
| Plaats | Club                    | Wed.           | W              | G              | V              | Saldo          | Ptn.           |
| ------ | ----------------------- | -------------- | -------------- | -------------- | -------------- | -------------- | -------------- |
| 1.     | SC Viktoria Stargard II | 4              | 4              | 0              | 0              | 20:05          | 08             |
| 2.     | TSG Pyritz              | 4              | 2              | 0              | 2              | 17:13          | 04:04          |
| 3.     | Reichsbahn SG Stargard  | 4              | 0              | 0              | 4              | 07:26          | 00:08          |
| 4.     | SV Germania Amswalde    | Teruggetrokken | Teruggetrokken | Teruggetrokken | Teruggetrokken | Teruggetrokken | Teruggetrokken |
| 5.     | SC 1919 Marienwalde     | Teruggetrokken | Teruggetrokken | Teruggetrokken | Teruggetrokken | Teruggetrokken | Teruggetrokken |

|  | Degradatie/terugtrekking |

### Regabezirk
In dit district werd er dit jaar niet gespeeld. 

### Persantebezirk
| Plaats | Club                                  | Wed.           | W              | G              | V              | Saldo          | Ptn.           |
| ------ | ------------------------------------- | -------------- | -------------- | -------------- | -------------- | -------------- | -------------- |
| 1.     | HSV Hubertus Kolberg                  | 8              | 7              | 0              | 1              | 58:11          | 14:02          |
| 2.     | LSV Kamp                              | 8              | 7              | 0              | 1              | 43:16          | 14:02          |
| 3.     | HSV Unteroffiziersschule Treptow/Rega | 8              | 4              | 0              | 4              | 22:30          | 08:08          |
| 4.     | HSV von Scholz Belgard                | 8              | 1              | 1              | 6              | 12:43          | 03:13          |
| 5.     | LSV Kolberg                           | 8              | 0              | 1              | 7              | 10:45          | 01:15          |
| 6.     | VfB 1911 Belgard                      | Teruggetrokken | Teruggetrokken | Teruggetrokken | Teruggetrokken | Teruggetrokken | Teruggetrokken |

|  | Geplaatst voor promotie-eindronde |

### Ostpommern
| 1. | LSV Stolpmünde  | 3              | 20:02          | 06:00          |                |                |                |
| 2. | SV Rügenwalde   | 3              | 16:06          | 04:02          |                |                |                |
| 3. | TSG Schlawe     | 3              | 08:17          | 02:04          |                |                |                |
| 4. | TSV Hammermühle | 3              | 03:22          | 00:06          |                |                |                |
| 5. | Bütower SV 1916 | Teruggetrokken | Teruggetrokken | Teruggetrokken | Teruggetrokken | Teruggetrokken | Teruggetrokken |

|  | Geplaatst voor promotie-eindronde |

### Grenzmark

#### Groep Noord
Uit de groep Noord zijn enkel deelnemers Dramburger SV 1913, SC Germania Neustettin en Post-SV Neustettin bekend. 

#### Groep Zuid
| Plaats | Club                       | Wed.           | W              | G              | V              | Saldo          | Ptn.           |
| ------ | -------------------------- | -------------- | -------------- | -------------- | -------------- | -------------- | -------------- |
| 1.     | FC Viktoria Schneidemühl   | 8              | 5              | 1              | 2              | 20:15          | 11:05          |
| 2.     | Reichsbahn SG Schneidemühl | 8              | 5              | 0              | 3              | 30:15          | 10:06          |
| 3.     | SV Deutsch Krone           | 8              | 3              | 2              | 3              | 23:24          | 08:08          |
| 4.     | SV Hertha Schneidemühl     | 8              | 3              | 1              | 4              | 22:23          | 07:09          |
| 5.     | SC Erika Schneidemühl      | 8              | 2              | 0              | 6              | 14:22          | 04:12          |
| 6.     | SC Germania Schneidemühl   | Teruggetrokken | Teruggetrokken | Teruggetrokken | Teruggetrokken | Teruggetrokken | Teruggetrokken |
| 7.     | SV Viktoria Schloppe       | Teruggetrokken | Teruggetrokken | Teruggetrokken | Teruggetrokken | Teruggetrokken | Teruggetrokken |

|  | Geplaatst voor promotie-eindronde |
|  | Degradatie                        |

#### Finale
|             |                    |          |                          |            |
| 8 juni 1941 | Dramburger SV 1913 | walkover | FC Viktoria Schneidemühl | Neustettin |
| 8 juni 1941 |                    |          |                          | Neustettin |

## Promotie-eindronde
Heen
|              |                |       |                      |            |
| 29 juni 1941 | LSV Stolpmünde | 4 - 6 | HSV Hubertus Kolberg | Stolpmünde |
| 29 juni 1941 |                |       |                      | Stolpmünde |

|             |                      |       |           |          |
| 25 mei 1941 | SC Viktoria Stargard | 1 - 1 | LSV Parow | Stargard |
| 25 mei 1941 |                      |       |           | Stargard |

Terug
|              |                      |        |                |         |
| 29 juni 1941 | HSV Hubertus Kolberg | 14 - 0 | LSV Stolpmünde | Kolberg |
| 29 juni 1941 |                      |        |                | Kolberg |

|             |           |       |                      |       |
| 25 mei 1941 | LSV Parow | 2 - 1 | SC Viktoria Stargard | Parow |
| 25 mei 1941 |           |       |                      | Parow |